# Cryptocercus garciai
Cryptocercus garciai es una especie de cucaracha del género Cryptocercus, familia Cryptocercidae, orden Blattodea.

## Distribución
Se distribuye por América del Norte: en los Estados Unidos, en el estado de Georgia.

## Taxonomía
Fue descrita por Burnside, Smith & Kambhampati en 1999 y publicada en Burnside, Smith & Kambhampati. 1999. Three new species of the wood roach, Cryptocercus (Blattodea: Cryptocercidae), from the eastern United States. Journal of the Kansas Entomological Society 72(4):361-378.